# Локалита ла Фачанаја (Пиза)
Локалита ла Фачанаја је насеље у Италији у округу Пиза, региону Тоскана.
Према процени из 2011. у насељу је живело 3 становника. Насеље се налази на надморској висини од 443 м.